# Cat Cay Airport
Cat Cay Airport är en flygplats i Bahamas. Den ligger i den västra delen av landet, 200 km väster om huvudstaden Nassau.
Terrängen runt Cat Cay Airport är mycket platt. Trakten är glest befolkad. Närmaste större samhälle är Alice Town, 13,4 km norr om Cat Cay Airport. 